# Salix salwinensis
Salix salwinensis — вид квіткових рослин із родини вербових (Salicaceae).

## Морфологічна характеристика
Це кущ до 1 метра заввишки. Молоді гілочки і бруньки густо запушені. Листки супротивні; листкова ніжка коротка; листкова пластинка ланцетна чи обернено-ланцетна, 4–8 × 1.5–2 см, абаксіально (низ) запушена, зеленувата, адаксіально зелена, запушена, край цільний, верхівка гостра чи загострена. Чоловіча сережка сидяча. Жіноча сережка циліндрична, 4–6 см. Коробочка ≈ 5 мм.

## Середовище проживання
Китай [пн.-зх. Юньнань], Бутан, сх. Непал, Сіккім. Населяє ліси; на висотах 2900–3200 метрів.